# كارل إردمان
كارل إردمان (بالألمانية: Carl Erdmann)‏ هو مختص في الدراسات القروسطية ‏ ألماني، ولد في 17 نوفمبر 1898 في تارتو في إستونيا، وتوفي في 5 مارس 1945 في زغرب في كرواتيا بسبب حمى نمشية.